# Associazione Calcio Monopoli 1993-1994
Questa pagina raccoglie le informazioni riguardanti l'Associazione Calcio Monopoli nelle competizioni ufficiali della stagione 1993-1994.

## Rosa
| N. |                   | Ruolo | Calciatore          |
| -- | ----------------- | ----- | ------------------- |
|    | Italia (bandiera) | A     | Angelo Agliuzza     |
|    | Italia (bandiera) | C     | Salvatore Amura     |
|    | Italia (bandiera) | P     | Sabastiano Aprile   |
|    | Italia (bandiera) | D     | Roberto Arrigoni    |
|    | Italia (bandiera) | D     | Simone Boatto       |
|    | Italia (bandiera) | C     | Ivan Bosio          |
|    | Italia (bandiera) | C     | Andrea Caverzan     |
|    | Italia (bandiera) | C     | Alessandro Celano   |
|    | Italia (bandiera) | A     | Tommaso De Carolis  |
|    | Italia (bandiera) | P     | Carlo Fasoli        |
|    | Italia (bandiera) | C     | Cristian Giovannini |
|    | Italia (bandiera) | C     | Fedele Limone       |

| N. |                   | Ruolo | Calciatore         |
| -- | ----------------- | ----- | ------------------ |
|    | Italia (bandiera) | A     | Roberto Maffei     |
|    | Italia (bandiera) | D     | Ernesto Martinelli |
|    | Italia (bandiera) | C     | Massimo Pavanel    |
|    | Italia (bandiera) | A     | Giuseppe Perziano  |
|    | Italia (bandiera) | D     | Paolo Petrullo     |
|    | Italia (bandiera) | C     | Andrea Polmonari   |
|    | Italia (bandiera) | C     | Roberto Rizzo      |
|    | Italia (bandiera) | D     | Giovanni Romito    |
|    | Italia (bandiera) | D     | Edoardo Rubini     |
|    | Italia (bandiera) | A     | Giulio Spader      |
|    | Italia (bandiera) | C     | Antonio Vinci      |

## Risultati

### Campionato

#### Girone di andata
| 12 settembre 1993 1ª giornata | Monopoli | 1 – 0 | Astrea |  |

| 19 settembre 1993 2ª giornata | Fasano | 1 – 0 | Monopoli |  |

| 26 settembre 1993 3ª giornata | Bisceglie | 1 – 3 | Monopoli |  |

| 3 ottobre 1993 4ª giornata | Monopoli | 1 – 3 | Turris |  |

| 10 ottobre 1993 5ª giornata | Cerveteri | 1 – 0 | Monopoli |  |

| 17 ottobre 1993 6ª giornata | Monopoli | 1 – 0 | Sangiuseppese |  |

| 24 ottobre 1993 7ª giornata | Trapani | 3 – 0 | Monopoli |  |

| 7 novembre 1993 8ª giornata | Monopoli | 0 – 0 | Vigor Lamezia |  |

| 14 novembre 1993 9ª giornata | Formia | 1 – 0 | Monopoli |  |

| 21 novembre 1993 10ª giornata | Monopoli | 0 – 0 | Battipagliese |  |

| 28 novembre 1993 11ª giornata | Sora | 0 – 1 | Monopoli |  |

| 5 dicembre 1993 12ª giornata | Monopoli | 1 – 0 | Molfetta |  |

| 12 dicembre 1993 13ª giornata | Catanzaro | 2 – 0 | Monopoli |  |

| 19 dicembre 1993 14ª giornata | Monopoli | 1 – 1 | Akragas |  |

| 16 gennaio 1994 15ª giornata | Atletico Monopoli | 3 – 0 | Licata |  |

| 23 gennaio 1993 16ª giornata | Trani | 1 – 2 | Monopoli |  |

| 30 gennaio 1994 17ª giornata | Atletico Monopoli | 0 – 0 | Savoia |  |

#### Girone di ritorno
| 6 febbraio 1994 18ª giornata | Astrea | 2 – 2 | Atletico Monopoli |  |

| 13 febbraio 1994 19ª giornata | Atletico Monopoli | 0 – 2 | Fasano |  |

| 20 febbraio 1994 20ª giornata | Atletico Monopoli | 1 – 1 | Bisceglie |  |

| 6 marzo 1994 21ª giornata | Turris | 2 – 1 | Atletico Monopoli |  |

| 13 marzo 1994 22ª giornata | Atletico Monopoli | 0 – 1 | Cerveteri |  |

| 20 marzo 1994 23ª giornata | Sangiuseppese | 1 – 2 | Atletico Monopoli |  |

| 27 marzo 1994 24ª giornata | Atletico Monopoli | 0 – 0 | Trapani |  |

| 10 aprile 1994 25ª giornata | Vigor Lamezia | 0 – 4 | Atletico Monopoli |  |

| 17 aprile 1994 26ª giornata | Atletico Monopoli | 1 – 1 | Formia |  |

| 24 aprile 1994 27ª giornata | Battipagliese | 0 – 1 | Atletico Monopoli |  |

| 1º maggio 1994 28ª giornata | Atletico Monopoli | 1 – 0 | Sora |  |

| 15 maggio 1994 29ª giornata | Molfetta | 0 – 0 | Atletico Monopoli |  |

| 22 maggio 1994 30ª giornata | Atletico Monopoli | 1 – 1 | Catanzaro |  |

| 29 maggio 1994 31ª giornata | Akragas | 0 – 0 | Atletico Monopoli |  |

| 5 giugno 1994 32ª giornata | Licata | 3 – 2 | Atletico Monopoli |  |

| 12 giugno 1994 33ª giornata | Atletico Monopoli | 4 – 1 | Trani |  |

| 19 giugno 1994 34ª giornata | Savoia | 2 – 1 | Atletico Monopoli |  |